# Bayside Council
Koordinaten: 33° 58′ S, 151° 12′ O

Das Bayside Council ist ein lokales Verwaltungsgebiet (LGA) im australischen Bundesstaat New South Wales. Bayside gehört zur Metropole Sydney, der Hauptstadt von New South Wales. Das Gebiet ist 50,6 km² groß und hat etwa 175.000 Einwohner.
Bayside liegt im inneren Stadtbereich von Sydney, es grenzt im Norden an das Stadtzentrum und umschließt den Nordwesten der Botany Bay. Das Gebiet beinhaltet 30 Stadtteile: Arncliffe, Banksia, Banksmeadow, Bardwell Park, Bardwell Valley, Bexley, Bexley North, Botany, Brighton-le-Sands, Daceyville, Dolls Point, Eastgardens, Eastleakes, Hillsdale, Kyeemagh, Monterey, Pagewood, Ramsgate Beach, Rockdale, Sandringham, Turrella, Wolli Creek und Teile von Botany Bay, Carlton, Kingsgrove, Kogarah, Mascot, Ramsgate, Rosebery und Sans Souci. Der Verwaltungssitz des Councils befindet sich im Stadtteil Rockdale im Westen der LGA.
Bayside entstand am 9. September 2016 durch den Zusammenschluss von Botany Bay City und Rockdale City.

## Verwaltung
Das Verwaltungsgremium, das wie die LGA Bayside Council heißt, hat 15 Mitglieder, die von den Bewohnern von fünf Wards gewählt werden (je drei aus den Wards 1 bis 5). Diese fünf Bezirke sind unabhängig von den Ortschaften festgelegt. Aus dem Kreis der Councillor rekrutiert sich auch der Mayor (Bürgermeister) des Councils.